# 한솔피엔에스
한솔피엔에스는 정보 기술 및 컴퓨터 운영 관련 서비스를 제공하는 대한민국의 기업이다.

## 역사
2025년 모회사인 한솔홀딩스가 자회사인 한솔피엔에스(PNS)의 자발적 상장폐지를 위해 210억 8만원 규모의 주식을 공개매수 하였다.

## 참고 문헌
- 〈한솔피엔에스(주)〉. 《엔싸이버백과사전》.